# I'll Fly for You
I'll Fly for You is een nummer van de Britse new waveband Spandau Ballet uit 1984. Het is de tweede single van hun vierde studioalbum Parade.
"I'll Fly for You" is een ballad met soulinvloeden en het herkenbare saxofoongeluid van Spandau Ballet. De tekst gaat over een jongen die zo verliefd is op een meisje, dat hij alles voor haar wil doen. Het nummer werd een hit op de Britse eilanden, in Italië, Oceanië en Nederland. In het Verenigd Koninkrijk bereikte het de 9e positie, terwijl in de Nederlandse Top 40 een bescheiden 27e positie werd gehaald. Hoewel de plaat in Vlaanderen geen hitlijsten bereikte, werd het daar wel een radiohit.

## Tracklijst
- 7"

1. "I'll Fly for You" – 5:11
2. "To Cut a Long Story Short" (live) – 5:02

- 12"

1. "I'll Fly for You" – 5:11
2. "To Cut a Long Story Short" (live) – 5:02